# Kermia catharia
Kermia catharia é uma espécie de gastrópode do gênero Kermia, pertencente a família Raphitomidae.